# ذنيان شينانوي
قدم الأسد الشينانوي أو ذُنيان شينانوي (الاسم العلمي: Leontopodium shinanense)، نوع من نباتات فصيلة النجمية.
موطنها الأصلي اليابان ويعتبرها الاتحاد الدولي لحفظ الطبيعة من الأنواع النادرة منذ عام 1998.
النوع سُمي على نهر شينانو في اليابان أو المنطقة.